# Batalla de Makahambus Hill
La batalla de Makahambus Hill fue una de las victorias ganadas por los filipinos sobre los estadounidenses durante la guerra filipino-estadounidense. Se libró el 4 de junio de 1900 en Cagayán de Misamis (ahora Cagayán de Oro City). Los filipinos estaban bajo el mando del coronel Apolinar Vélez del Batallón Maguindanao. La mayoría de ellos eran voluntarios, aparte de algunos hombres del ejército filipino que se unieron.

## Antecedentes
Los guerrilleros bulacanos del coronel Pablo Tecson, que incluían a sus hermanos Alipio y Simón, habían construido una serie de fortalezas en las montañas. El 25 de mayo, emboscaron a la patrulla de 6 hombres del capitán Charles D. Roberts, matando a 3 y tomando prisioneros al resto, incluido el capitán Roberts. Sin embargo, en un acto humanitario, Tecson liberó a los dos prisioneros heridos, pero mantuvo cautivo al capitán Roberts. Los estadounidenses organizaron una campaña en un intento de asegurar la liberación de Roberts.

## Batalla
El fuerte en Makahambus estaba ubicado en una colina alta y empinada. Los estadounidenses, viendo lo formidable que era el fuerte, intentaron negociar una rendición filipina. La respuesta fue una ráfaga de fuego de cañón y rifle que llevó a los estadounidenses de vuelta por la colina. Muchos fueron asesinados no por disparos de rifles, sino por pozos con trampas explosivas erizadas de lanzas de bambú afiladas bajo un camuflaje de follaje. Los estadounidenses lanzaron repetidos contraataques, solo para ser rechazados por el fuego de rifle de los defensores.
El 4 de junio, la Compañía E del 35º fue emboscada, seguida por el batallón del mayor Albert Laws que se encontró con la colina fortificada. El teniente Grover Flint trató de flanquear la colina, pero también fue emboscado, hiriéndolo a él y a otras dos personas. Una fuerza de socorro se encontró con otra línea de trincheras oculta, y los estadounidenses se dieron cuenta de que el fuerte era imposible de flanquear, estando protegido a ambos lados por gargantas. El batallón fue inmovilizado hasta que los filipinos se retiraron.

## Secuelas
La campaña estadounidense fue capaz de destruir algunos vertederos de suministros en la búsqueda de Roberts, pero no logró recapturarlo.
Las pérdidas estadounidenses totalizaron hasta 20 muertos y heridos. También había un prisionero de guerra estadounidense. Los filipinos, sin embargo, sufrieron solo 1 muerte y 3 heridos, haciendo de esta batalla una victoria unilateral para los filipinos durante la guerra.